# غابري (أورن)
غابري (بالفرنسية: Gâprée)‏ هي بلدية في أورن في شمال غرب فرنسا.